# 朱由喿
清平王朱由喿（？—17世紀），明朝德藩第二代清平王，清平昭裕王朱常的庶第二子。

## 生平
萬曆三十九年（1611年），清平昭裕王朱常去世。萬曆四十二年（1614年），朱由喿襲封清平王。崇禎十七年（1644年），朱由喿已經去世或被大順軍隊攻陷濟南府後俘虜。同年七月初四日，清朝招撫山東河南官員戶部右侍郎王鳌永進駐濟南府。初五日，清平長子朱慈奉表歸降清廷。

## 家庭

### 子
- 清平長子朱慈